# Сиглер, Джейми-Линн
Дже́йми-Линн Си́глер (англ. Jamie-Lynn Sigler; 15 мая 1981, Нью-Йорк, Нью-Йорк, США) — американская актриса

 и певица. Наиболее известна ролью Медоу Сопрано в сериале «Сопрано».

## Биография
Сиглер родилась в Джерико, штат Нью-Йорк, в семье Стива и Конни Сиглеров. Её отец сефард, сын иммигрантов из Греции и Румынии, а мать уроженка Кубы, исповедующая иудаизм. Посещала среднюю школу Джерико, а также ходила в школу актёрского мастерства при театре Cultural Arts Playhouse в Олд-Бетпейдж. Один семестр отучилась в Нью-Йоркском университете.
В 1999 году сыграла Медоу Сопрано, дочь босса мафии Тони Сопрано. Роль сделала её знаменитой актрисой.
В 2000 году на съёмках фильма «Истории костров» в Гамбурге, Нью-Джерси, Сиглер из-за болезни Лайма парализовало тело ниже пояса на несколько дней. С октября 2002 года по февраль 2003 года играла на Бродвее Белл в мюзикле «Красавица и Чудовище», заменив Сару Лицзингер. В 2004 году снялась в роли Хайди Флейс в телевизионном фильме «Посмотри: взлёт и падение Хайди Флейс». В 2005 году сыграла Алексис в комедийной мелодраме «Любовь на острове». В октябре 2008 года она появилась в пятом сезоне сериала «Красавцы». На съёмках актриса стала встречаться с другим актёром сериала Джерри Феррарой. 17 ноября 2008 году стала приглашённой звездой телесериала «Как я встретил вашу маму». 6 декабря 2008 году сыграла в пародии шоу «Субботним вечером в прямом эфире». В 2009 году снялась в психологическом триллере «Звонок». Также появилась в пяти эпизодах сериала «Дурнушка».
Другие работы
В 2001 году Сиглер выпустила сольный альбом Here to Heaven. Альбом коммерчески провалился. В 2007 году Сиглер заявила, что она «смущена провалом альбома и тем, что его выпустила». Снялась в клипах The Lonely Island «Jizz In My Pants» и Мэрайи Кэри «Through The Rain».

## Личная жизнь
В 2003—2006 годы Джейми-Линн была замужем за своим агентом А. Скалом.
С 16 января 2016 года Джейми-Линн замужем за бейсболистом Каттером Дикстрой, с которым она встречалась почти 4 года до их свадьбы. У супругов есть два сына — Бо Кайл Дикстра (род. 28.08.2013) и Джек Адам Дикстра (род. в январе 2018).
Она является близким другом певца Лэнса Басса. В 2002 году Басс был изображён на мемуарах Сиглер, Wise Girl: What I’ve Learned About Life, Love, and Loss. В январе 2008 года состояла в группе «Таглит» во время поездки в Израиль.
20 января 2016 года Джейми-Линн призналась, что она уже 15 лет страдает рассеянным склерозом, диагноз ей был поставлен в 20-летнем возрасте в 2001 году.

## Фильмография
| Год       |     | Русское название                        | Оригинальное название                             | Роль                   |
| --------- | --- | --------------------------------------- | ------------------------------------------------- | ---------------------- |
| 1998      | ф   | Рождённые в Бруклине                    | A Brooklyn State of Mind                          | юная Энджи             |
| 1999—2007 | с   | Клан Сопрано                            | The Sopranos                                      | Медоу Сопрано          |
| 2001      | ф   | Истории походного костра                | Campfire Stories                                  | Натали                 |
| 2003      | ф   | Смерть династии                         | Death of a Dynasty                                | сексуальная женщина №3 |
| 2004      | тф  | Взлёт и падение Хайди Флейс             | Call Me: The Rise and Fall of Heidi Fleiss        | Хайди Флейс            |
| 2004      | с   | Уилл и Грейс                            | Will & Grace                                      | Ро                     |
| 2005      | ф   | Экстремальное свидание                  | Extreme Dating                                    | Эми Бейкер             |
| 2005      | ф   | Любовь на острове                       | Love Wrecked                                      | Алексис Минетти        |
| 2005—2007 | мс  | Герои Хигглитауна                       | Higglytown Heroes                                 | мисс Ферн              |
| 2006      | ф   | Афроитальянец                           | Homie Spumoni                                     | Элли Баттерман         |
| 2006      | кор | —                                       | Blinders                                          | Алекса                 |
| 2006      | ф   | Мрачная поездка                         | Dark Ride                                         | Кэти                   |
| 2007      | ф   | Нью-йоркская серенада                   | New York City Serenade                            | Линн                   |
| 2007      | с   | Следы ведьм                             | The Gathering                                     | Мэгги Рул              |
| 2008      | с   | Как я встретил вашу маму                | How I Met Your Mother                             | Джиллиан               |
| 2008      | с   | Субботним вечером в прямом эфире        | Saturday Night Live                               | кассир                 |
| 2008—2009 | с   | Красавцы                                | Entourage                                         | в роли самой себя      |
| 2009      | с   | Дурнушка                                | Ugly Betty                                        | Натали                 |
| 2010      | ф   | В темноте                               | Beneath the Dark                                  | Эдриэнн                |
| 2010      | с   | —                                       | Backwash                                          | Пруденс                |
| 2010      | кор | —                                       | Trophy Wife                                       | Кристина               |
| 2011      | ф   | Сын утра                                | Son of Morning                                    | Джейми Джонсон         |
| 2011      | с   | До смерти красива                       | Drop Dead Diva                                    | Тина Ховард            |
| 2011      | тф  | —                                       | Criminal Behavior                                 | Брук Кросс             |
| 2012      | с   | Последний настоящий мужчина             | Last Man Standing                                 | Габриэлла              |
| 2012      | ф   | По признакам совместимости              | Jewtopia                                          | Ханна Дэниелс          |
| 2012      | ф   | Я согласен                              | I Do                                              | Али Федерман           |
| 2012      | ф   | Приглашение на развод                   | Divorce Invitation                                | Дилан                  |
| 2012—2013 | с   | Парни с детьми                          | Guys with Kids                                    | Эмили                  |
| 2014      | с   | Папаши                                  | Dads                                              | Эльза                  |
| 2014      | кор | —                                       | Broken Tail Light                                 | мама                   |
| 2015      | тф  | —                                       | The Christmas Note                                | Гретчен Дэниелс        |
| 2015      | ф   | Анатомия прилива                        | Anatomy of the Tide                               | Джина Харпер           |
| 2016      | с   | C.S.I.: Киберпространство               | CSI: Cyber                                        | Саша Бойд              |
| 2016      | с   | Папочка                                 | Baby Daddy                                        | Сара Гилкрест          |
| 2016      | ф   | Лузервилль                              | Loserville                                        | тренер Эйлин Руссо     |
| 2016      | мф  | —                                       | The Snowy Day                                     | мама                   |
| 2017      | тф  | —                                       | Mommy, I Didn’t Do It                             | Вера Даттон            |
| 2017      | ф   | Правосудие                              | Justice                                           | Мелисса                |
| 2017      | ф   | Земля гангстеров                        | Gangster Land                                     | Лулу Ролф              |
| 2018      | тф  | —                                       | Signed, Sealed, Delivered: The Road Less Traveled | Рейчел                 |
| 2018      | с   | Академия лыжного мастерства Роба Риггла | Rob Riggle’s Ski Master Academy                   | Джейми-Линн Сиглер     |
| 2020—-    | с   | Бескрайнее небо / Большое небо          | BIG SKY                                           | Тоня                   |

## Дискография
- Here to Heaven (2001)